# Ерли (Ајова)
Ерли (енгл. Early) град је у америчкој савезној држави Ајова. По попису становништва из 2010. у њему је живело 557 становника.

## Демографија
Према попису становништва из 2010. у граду је живело 557 становника, што је -48 (-7.9%) становника више него 2000. године.
| Група             | 2000.       | 2010.       |
| Белци             | 571 (94,4%) | 513 (92,1%) |
| Афроамериканци    | 4 (0,7%)    | 8 (1,4%)    |
| Азијати           | 0 (0,0%)    | 1 (0,2%)    |
| Хиспаноамериканци | 25 (4,1%)   | 25 (4,5%)   |
| Укупно            | 605         | 557         |